# Dourdoum
Ne doit pas être confondu avec Dourloum.
Dourdoum (ou Dourloum) est une localité du Cameroun, située dans la commune de Montourwa le département du Mayo-Kani et la Région de l'Extrême-Nord, au pied des monts Mandara, à proximité de la frontière avec le Tchad. Elle fait partie du canton Moutourwa rural. 

Dourdoum est à ne pas confondre avec le village Dourloum, situé dans le Mayo-Tsanaga, dans la commune de Mokolo, les deux localités pouvant se trouver l'une comme l'autre orthographiées "Dourdoum" ou "Dourloum".

## Population
Lors du recensement de 2005, Dourdoum comptait 373 habitants dont 174 hommes et 199 femmes.

## Organisation
Dans le village de Dourdoum existe depuis 2002 une organisation interne nommée Gic Coton, dont les finalités sont d'améliorer la culture du coton.